# Rodolfo Fortino
Rodolfo Fortino de Araujo (San Paolo, 30 aprile 1983) è un giocatore di calcio a 5 brasiliano naturalizzato italiano, campione europeo con la nazionale italiana nel 2014.

## Carriera

### Club
Dopo l'esperienza con l'Augusta in Sicilia si trasferisce alla Luparense, che lascerà al termine della stagione 2011-2012 per unirsi alla compagine piemontese dell'Asti. Dopo aver vinto due Winter Cup e una Coppa Italia con i nero arancio, dopo l'addio di Tiago Polido il pivot decide di lasciare le terre di Alfieri e sposare il progetto dello Sporting Clube de Portugal. A fine carriera fa ritorno in Italia, giocando tra Serie A e Serie A2 con le maglie di Maritime, Città di Asti e Real Rieti. A seguito della conclusione anticipata della stagione 2019-2020, durante la quale Fortino occupava la posizione di capocannoniere con 25 marcature, si trasferisce al FF Napoli.

### Nazionale
Fortino fa il suo esordio nella nazionale italiana durante il Grand Prix de Futsal 2010. Nel 2014 vince il campionato europeo, durante il quale mette a segno quattro reti. È inoltre inserito nella formazione ideale del torneo stilata dal Gruppo Tecnico della UEFA.

## Palmarès

### Competizioni nazionali
- Campionato italiano: 1
Luparense: 2011-12
- Coppa Italia: 1
Asti: 2014-15
- Winter Cup: 2
Asti: 2013-14, 2014-15
- Campionato portoghese: 3
Sporting CP: 2015-16, 2016-17, 2017-18
- Coppa del Portogallo: 2
Sporting CP: 2015-16, 2017-18
- Campionato di Serie A2: 1
FF Napoli: 2020-21 (girone D)
- Coppa Italia di Serie A2: 1
FF Napoli: 2020-21

### Competizioni internazionali
- Campionato d'Europa: 1
Italia: 2014

### Individuale
- Capocannoniere della Serie A: 4 (record)

2010-11 (30 gol)
2019-20 (25 gol)
2021-22 (35 gol, condiviso con Alessandro Patias)
2023-24 (31 gol)
- Capocannoniere della Serie A2: 1

2020-21 (32 gol)
- Capocannoniere della Coppa Italia di Serie A2: 1

2020-21 (4 gol)